# Pseudobathystomus macaronesius
Pseudobathystomus macaronesius är en stekelart som beskrevs av Sergey A. Belokobylskij och Koponen 2004. Pseudobathystomus macaronesius ingår i släktet Pseudobathystomus och familjen bracksteklar. Inga underarter finns listade i Catalogue of Life.